# Hòa Điền (thành phố cấp huyện)
Hòa Điền (Uyghur: خوتەن‎, ULY: Xoten, UPNY: Hotǝn?) (tiếng Trung: 和田; bính âm: Hétián, trước đây: giản thể: 和阗; phồn thể: 和闐; bính âm: Hétián) là một thành phố cấp huyện và là thủ phủ của địa khu Hòa Điền tại khu tự trị Tân Cương, Trung Quốc. Hòa Điền là một đô thị trên ốc đảo sa mạc và nằm ở phía bắc dãy núi Côn Lôn.

### Nhai đạo
- Cổ Lặc Ba Cách (古勒巴格街道)
- Nạp Nhĩ Ba Cách (纳尔巴格街道)
- Cổ Giang Ba Cách (古江巴格街道)
- Nô Nhĩ Ba Cách (奴尔巴格街道)

### Trấn
- Lạp Tư Khuê (拉斯奎镇)
- Ngọc Long Khách Thập (玉龙喀什镇)

### Hương
- Tiêu Nhĩ Ba Cách (肖尔巴格乡)
- Cổ Giang Ba Cách (古江巴格乡)
- Y Lý Kỳ (依里其乡)
- Thập Sa Lạp (吐沙拉乡)
- Cát Á (吉亚乡)